# Leufroyia erronea
Leufroyia erronea é uma espécie de gastrópode do gênero Leufroyia, pertencente a família Raphitomidae.